# Sermilik (Nanortalik)
Sermilik [ˈsɜmːilik] (nach alter Rechtschreibung Sermilik) ist eine wüst gefallene grönländische Siedlung im Distrikt Nanortalik in der Kommune Kujalleq.

## Lage
Sermilik liegt am Ende einer kleinen Halbinsel zwischen dem gleichnamigen Fjord und dem kleinen Fjord Kangikitsoq. Durch eine schmale Meerenge getrennt liegt direkt vor Sermilik die Insel Amitsoq. Die nächsten bewohnten Orte von Sermilik aus sind Ammassivik 29 km nordwestlich, Alluitsup Paa 34 km westlich, Nanortalik 38 km südsüdwestlich und Tasiusaq 29 km südlich.

## Geschichte
Sermilik wurde 1799 besiedelt. Der Ort gehörte ursprünglich der Herrnhuter Brüdergemeine an. Ab 1911 gehörte der Wohnplatz zur Gemeinde Nanortalik.
1919 lebten 48 Personen in Sermilik, darunter acht Jäger, drei Fischer und ein Leser, die in neun Häusern wohnten, die allesamt schlecht gebaut waren. Dies lag vor allem an der Armut, die unter den Bewohnern herrschte. Dadurch, dass der Wohnplatz so weit im Fjordinneren lag, eignete er sich nur schlecht zur Jagd. Deswegen lebten die Bewohner hauptsächlich von der Fischerei. Im Sommer gingen die Männer auf Jagdreisen und so konnten einige Robben und Füchse gefangen werden.
Während der Zeit des Bergbaus auf der Insel Amitsoq wurde den Bewohnern von Sermilik verboten sich in der Nähe des Grafitbruchs aufzuhalten. Dennoch kamen immer wieder Personen mit Kajaks nach Amitsoq, bis 1922 in Grønlands Landsråd die Zwangsumsiedlung der Bewohner vorgeschlagen wurde. 1923 wurde Sermilik tatsächlich vorerst aufgegeben. Als 1934 Tuapaat aufgegeben werden sollte, wurde die nötige Zwangsumsiedlung mit dem Fall Sermilik begründet, allerdings wurden Grönländer sonst nie gegen ihren Willen umgesiedelt.
1939 wurde der Wohnplatz erneut besiedelt. Es wurde eine Schulkapelle errichtet, aber kein Fischhaus. Während des Zweiten Weltkriegs lebten rund 90 Menschen in Sermilik, aber die Einwohnerzahl ging anschließend wieder zurück. Ab 1950 gehörte Sermilik zur neuen Gemeinde Nanortalik. 1954 hatte der Wohnplatz nur noch 21 Bewohner. 1955 wurde Sermilik endgültig aufgegeben.